# 马娅·阿列克西奇
马娅·阿列克西奇（羅馬化：Maja Aleksić，1997年6月6日—），塞尔维亚女子排球运动员。她曾代表塞尔维亚国家队参加2020年夏季奥林匹克运动会排球比赛，获得一枚铜牌。